# Državno prvenstvo 1935-1936
Il Prvenstvo Jugoslavije u nogometu 1935-1936 (campionato di calcio della Jugoslavia 1935-1936), conosciuto anche come Državno prvenstvo 1935-1936 (campionato nazionale 1935-1936), fu la tredicesima edizione della massima serie del campionato jugoslavo di calcio, disputata tra il 7 giugno e il 2 agosto 1936 e conclusa con la vittoria del BSK Belgrado, al suo quarto titolo (terzo consecutivo).

## Qualificazioni
Le 22 squadre erano state divise in 5 gruppi che avevano qualificato 8 squadre al campionato nazionale: BASK Belgrado, BSK Belgrado, Concordia Zagabria, Građanski Zagabria, Hajduk Spalato, HAŠK Zagabria, Ilirija e Jugoslavija.
Il 15 dicembre 1935 la federazione ha invalidato le qualificazioni e studiato un nuovo format per il campionato nazionale: un torneo ad eliminazione diretta fra le vincitrici delle 14 sottofederazioni.

## Campionato nazionale

### Primo turno
Insoddisfatti del format del torneo, Concordia e Hajduk non sono scesi in campo.
| Squadra 1           | Totale  | Squadra 2          | Andata     | Ritorno    |
| ------------------- | ------- | ------------------ | ---------- | ---------- |
|                     |         |                    | 07.06.1936 | 14.06.1936 |
| SK Lubiana          | forfait | Concordia Zagabria | n.d.       | n.d.       |
| ŽAK Subotica        | 2–5     | Slavija Osijek     | 0–1        | 2–4        |
| ŽAK Kikinda         | 3–7     | NAK Novi Sad       | 0–4        | 3–3        |
| Krajišnik           | forfait | Hajduk Spalato     | n.d.       | n.d.       |
| Radnički Kragujevac | 2–6     | BSK Belgrado       | 1–2        | 1–4        |
| Crnogorac           | 4–5     | Slavija Sarajevo   | 3–3        | 1–2        |
| Građanski Niš       | 2–5     | Gragjanski Skopje  | 2–1        | 0–4        |

### Quarti di finale
| Squadra 1             | Totale | Squadra 2        | Andata     | Ritorno    |
| --------------------- | ------ | ---------------- | ---------- | ---------- |
|                       |        |                  | 21.06.1936 | 28.06.1936 |
| Krajišnik             | 2–7    | SK Lubiana       | 1–3        | 1–4        |
| Slavija Osijek        | 0–6    | NAK Novi Sad     | 0–4        | 0–2        |
| Gragjanski Skopje     | 3–11   | Slavija Sarajevo | 2–1        | 1–10       |
| BSK Belgrado esentato |        |                  |            |            |

### Semifinali
| Squadra 1    | Totale | Squadra 2        | Andata     | Ritorno    |
| ------------ | ------ | ---------------- | ---------- | ---------- |
|              |        |                  | 05.07.1936 | 19.07.1936 |
| BSK Belgrado | 6–2    | SK Lubiana       | 3–1        | 3–1        |
| NAK Novi Sad | 2–4    | Slavija Sarajevo | 1–1        | 1–3        |

### Finale
| Squadra 1 | Totale | Squadra 2    | Andata     | Ritorno    |
| --------- | ------ | ------------ | ---------- | ---------- |
|           |        |              | 26.07.1936 | 02.08.1936 |
| Slavija   | 0–1    | BSK Belgrado | 0–1        | 0–0        |

### Statistiche

#### Classifica marcatori
| Gol |  |  | Giocatore            | Squadra           |
| --- |  |  | -------------------- | ----------------- |
| 8   |  |  | Jožef Velker         | NAK Novi Sad      |
| 6   |  |  | Milan Rajlić         | Slavija           |
| 5   |  |  | Florijan Matekalo    | Slavija           |
| 5   |  |  | Svetozar Atanacković | Gragjanski Skopje |
| 4   |  |  | Đorđe Vujadinović    | BSK Belgrado      |
| 4   |  |  | Blagoje Marjanović   | BSK Belgrado      |
| 4   |  |  | Slavko Divčić        | Slavija           |
| 4   |  |  | Josip Bertoncelj     | SK Lubiana        |
| 3   |  |  | Ivan Pezić           | Slavija           |

#### Squadra campione
- BSK Belgrado
  - (allenatore:Antal Nemes)
  - Franjo Glaser
  - Đorđe Popović
  - Predrag Radovanović
  - Milorad Mitrović
  - Milorad Arsenijević
  - Ivan Stevović
  - Gustav Lechner
  - Aleksandar Tirnanić
  - Slavko Šurdonja
  - Blagoje Marjanović
  - Đorđe Vujadinović
  - Vojin Božović
  - Svetislav Glišović